# Джалганцы
Джалганцы (djaglunijo; либо другие самоназвания и этнонимы жителей — farsí, mærd'ü - марды) — дагестанский ираноязычный народ, самоназвание жителей селений Джалган и Нижний Джалган, долгое время идентифицировавшихся этнографами как азербайджанцы, являются потомками племени амардов. Джалганский язык близок к одной из разновидностей персидского языка, имеет схожие языковые особенности с татским языком. На схожем диалекте говорят таты-мусульмане в верхнем и нижнем селениях Митаги и Митаги-Казмаляр. Относятся к западно-иранской подгруппе иранских языков.
Появление предков джалганцев в Дагестане, вероятнее всего, связано с историческим соседством с Кавказской Албанией, потому что единственными из ираноязычных и тюркоязычных представителей до сих пор используют древнее название низменности прилегающей к городу, — «чул» (чор). Это слово можно считать историческим маркером, как и слово «мард», которое используется и по сей день. Племена населявшие современный Азербайджан являлись ираноязычными, так как имели скифо-иранское происхождение, к ним относились каспии, марды и азарийцы, говорили на азери́, который переформировался в татский и талышский языки.
Из-за того, что они представляли собой этническое меньшинство и у них отсутствовал этноним для самоидентификации (возможно просто не использовали его как таковой), официально джалганцы временно были причислены к азербайджанцам, однако сам народ определяет себя как обособленный, со своим языком и культурой. В настоящее время джалганцы считают себя потомками горцев амардов, а в подтверждение этому факту можно посчитать в частом употреблении этнонима «мард» во время разговоров, соперничестве и в спорах между собой, что в переводе с джалганского означает — «мужчина» (мужик), и что они из их числа, и что есть повод гордится этому, а мужским полом являться недостаточно, а что нужно соответствовать этому статусу. Джалганцы это кавказские персы, которым этноним «тат» не знаком, часть жителей являлись этническими пуштунами. В культуре имеют схожие традиции с осетинами.
Верования джалганцев представляют собой пример синкретизма: несмотря на то, что большинство представителей этноса исповедуют суннитский ислам, обряды народа имеют также христианские культурные мотивы. Особенное место в их религиозных верованиях, занимает почитание святилищ и их покровителей, что схоже с религиозным воззрением осетинов; они также выпекают ритуальные хлебцы для подношения к святилищам, осетины, в свою очередь, готовят ритуальные пироги.